# Mezinárodní letiště Phú Quốc
Vietnamské mezinárodní letiště Phú Quốc (vietnamsky Cảng hàng không quốc tế Phú Quốc, Sân bay quốc tế Phú Quốc) se nachází 7 km severně od města Dương Đông u silnice mezi městem Phu Quoc a obcí Kien Giang. Toto letiště slouží třetině mezinárodních cestující v oblasti delty Mekongu.
Stavba letiště začala 30. listopadu 2008 a dokončena byla v listopadu 2012. Provoz na novém letišti, které nahradilo staré letiště Phú Quốc, byl zahájen 2. prosince 2012. Současná kapacita je 2,6 milionu cestujících ročně a do roku 2020 by měla být rozšířena na 4 miliony a 7 milionů v roce 2030.